# 대한민국 노동부
노동부(勞動部, Ministry of Labor)는 근로 조건의 기준·노사 관계 조정·산업 안전 보건·근로자 복지 후생·직업 안정 및 실업 대책·직업 훈련·산업 재해 보상 보험·노동 조합 지도·노동 위원회 및 최저임금심의위원회의 관리·기타 노동에 관한 사무를 관장하는 대한민국의 옛 중앙행정기관이다. 1981년 4월 8일 노동청을 개편하여 발족하였으며 2010년 7월 11일 고용노동부로 개편되면서 폐지되었다.

## 설치 근거 및 소관 업무
- 정부조직법 [법률 제3422호, 1981.04.08 일부개정] 제29조 및 제39조의2[1]
- 노동부직제 [대통령령 제10278호, 1981.04.08 제정] 제1조[2]

## 연혁
- 1981년 4월 8일 - 노동청을 폐지하고 노동부를 신설.
- 2010년 7월 11일 - 노동부를 폐지하고 고용노동부를 신설.

### 역대 로고

1999년부터 2009년까지 사용된 노동부 로고
2009년부터 2010년까지 사용된 노동부 로고

## 조직
| - 감사관 ( 1981.04 ~ 2010.07 ) - 강릉지방사무소 ( 1981.04 ~ 1987.05 ) - 강원도지방노동위원회 ( 1981.04 ~ 1997.03 ) - 강원지방노동위원회 ( 1997.03 ~ 2010.07 ) - 경기도지방노동위원회 ( 1981.04 ~ 1997.03 ) - 경기지방노동위원회 ( 1997.03 ~ 2010.07 ) - 경남지방노동위원회 ( 1997.03 ~ 2010.07 ) - 경북지방노동위원회 ( 1997.03 ~ 2010.07 ) - 경상남도지방노동위원회 ( 1981.04 ~ 1997.03 ) - 경상북도지방노동위원회 ( 1981.04 ~ 1997.03 ) - 경인지방노동청 ( 1998.02 ~ 2010.07 ) - 경제사회발전노사정위원회 ( 2007.04 ~ 2010.07 ) - 고용보험심사위원회 ( 1995.07 ~ 2010.07 ) - 고용정책본부 ( 2005.09 ~ 2008.02 ) - 고용정책실 ( 1995.05 ~ 2005.09 ) - 고용평등국 ( 2002.05 ~ 2005.09 ) - 공보관 ( 1981.04 ~ 2005.04 ) - 광주지방노동청 ( 1987.12 ~ 2010.07 ) - 광주지방사무소 ( 1981.04 ~ 1987.12 ) - 구미지방사무소 ( 1981.04 ~ 1987.05 ) - 국립노동과학연구소 ( 1981.04 ~ 1989.02 ) - 국립중앙직업안정소 ( 1981.04 ~ 1995.04 ) - 국립중앙직업훈련원 ( 1981.04 ~ 1982.06 ) - 국제노동협력관 ( 1996.06 ~ 1999.05 ) | - 국제노동협력관(대외노동정책담당)실 ( 1996.06 ~ 1998.02 ) - 국제노동협력관(해외협력담당)실 ( 1996.06 ~ 1998.02 ) - 국제협력관 ( 1999.05 ~ 2005.09 ) - 국제협력국 ( 2005.09 ~ 2008.03 ) - 군산지방사무소 ( 1981.04 ~ 1987.05 ) - 근로기준국 ( 1981.04 ~ 2010.02 ) - 근로여성국 ( 1996.06 ~ 1999.05 ) - 근로여성정책관 ( 1995.05 ~ 1996.06 ) - 근로여성정책국 ( 1999.05 ~ 2002.05 ) - 기획관리실 ( 1981.04 ~ 2005.04 ) - 노동보험국 ( 1981.04 ~ 1995.04 ) - 노동연수원 ( 1981.04 ~ 1998.12 ) - 노사정위원회 ( 1998.03 ~ 2007.04 ) - 노사정책국 ( 2002.05 ~ 2008.02 ) - 노사정책실 ( 1991.03 ~ 1995.04 ) - 노사지도관 ( 1981.11 ~ 1991.03 ) - 노사협력관 ( 1995.05 ~ 2002.05 ) - 노정국 ( 1995.05 ~ 2002.05 ) - 대구광역시지방노동위원회 ( 1995.01 ~ 1997.03 ) - 대구시지방노동위원회 ( 1981.04 ~ 1981.06 ) - 대구지방노동위원회 ( 1981.03 ~ 1998.02 ) - 대구지방노동청 ( 1987.12 ~ 2010.07 ) | - 대구지방사무소 ( 1981.04 ~ 1987.12 ) - 대구직할시지방노동위원회 ( 1981.07 ~ 1994.12 ) - 대전지방노동청 ( 1987.12 ~ 2010.07 ) - 대전지방사무소 ( 1981.04 ~ 1987.12 ) - 마산지방사무소 ( 1981.04 ~ 1987.05 ) - 목포지방사무소 ( 1981.04 ~ 1987.05 ) - 부녀지도관 ( 1981.11 ~ 1995.04 ) - 부산광역시지방노동위원회 ( 1995.01 ~ 1997.03 ) - 부산동래지방사무소 ( 1981.04 ~ 1987.05 ) - 부산시지방노동위원회 ( 1981.04 ~ 1987.05 ) - 부산중부지방사무소 ( 1981.04 ~ 1987.05 ) - 부산지방노동위원회 ( 1997.03 ~ 2010.07 ) - 부산지방노동청 ( 1987.12 ~ 2010.07 ) - 부산지방사무소 ( 1987.05 ~ 1987.12 ) - 부산직할시지방노동위원회 ( 1981.04 ~ 1994.12 ) - 비상계획관 ( 1981.04 ~ 1998.02 ) - 산업안전국 ( 1989.02 ~ 2005.09 ) - 산업안전보건국 ( 2005.09 ~ 2010.02 ) - 산업재해보상보험심사위원회 ( 1995.05 ~ 2010.07 ) - 산재보험국 ( 1995.05 ~ 1996.06 ) - 서울관악지방사무소 ( 1981.04 ~ 1987.05 ) - 서울남부지방사무소 ( 1981.04 ~ 1987.05 ) - 서울동부지방사무소 ( 1981.04 ~ 1987.05 ) - 서울북부지방사무소 ( 1981.04 ~ 1987.05 ) - 서울서부지방사무소 ( 1981.04 ~ 1987.05 ) | - 서울중부지방사무소 ( 1981.04 ~ 1987.05 ) - 서울지방노동위원회 ( 1997.03 ~ 2010.07 ) - 서울지방노동청 ( 1987.12 ~ 2010.07 ) - 서울지방사무소 ( 1987.05 ~ 1987.12 ) - 서울특별시지방노동위원회 ( 1981.04 ~ 1997.03 ) - 성남지방사무소 ( 1981.04 ~ 1987.05 ) - 수원지방사무소 ( 1981.04 ~ 1987.05 ) - 영월지방사무소 ( 1981.04 ~ 1987.05 ) - 영주지방사무소 ( 1981.04 ~ 1987.05 ) - 울산지방사무소 ( 1981.04 ~ 1987.05 ) - 울산지방사무소 서무과 ( 1981.04 ~ 1987.05 ) - 울산지방사무소 징수과 ( 1981.04 ~ 1987.05 ) - 의정부지방사무소 ( 1981.04 ~ 1987.05 ) - 이리지방사무소 ( 1981.04 ~ 1987.05 ) - 인천광역시지방노동위원회 ( 1995.01 ~ 1997.03 ) - 인천북부지방사무소 ( 1981.04 ~ 1981.07 ) - 인천시지방노동위원회 ( 1981.04 ~ 1981.06 ) - 인천중부지방사무소 ( 1981.04 ~ 1981.07 ) - 인천지방노동위원회 ( 1997.03 ~ 2010.07 ) - 인천지방노동청 ( 1987.12 ~ 1998.02 ) - 인천직할시지방노동위원회 ( 1981.07 ~ 1994.12 ) - 장성지방사무소 ( 1981.04 ~ 1981.07 ) - 전남지방노동위원회 ( 1997.03 ~ 2010.07 ) - 전라남도지방노동위원회 ( 1981.04 ~ 1997.03 ) - 전라북도지방노동위원회 ( 1981.04 ~ 1997.03 ) - 전북지방노동위원회 ( 1997.03 ~ 2010.07 ) | - 전주지방사무소 ( 1981.04 ~ 1987.05 ) - 정책홍보관리본부 ( 2005.09 ~ 2008.02 ) - 정책홍보관리실 ( 2005.04 ~ 2005.09 ) - 제주도지방노동위원회 ( 1981.04 ~ 2002.05 ) - 제주지방노동위원회 ( 1981.04 ~ 2006.06 ) - 제주지방사무소 ( 1981.04 ~ 1987.05 ) - 종합상담센터 ( 2004.12 ~ 2010.07 ) - 중앙고용정보관리소 ( 1995.05 ~ 2000.12 ) - 중앙노동위원회 ( 1981.04 ~ 2010.07 ) - 지방노동위원회 ( 1981.04 ~ 2010.07 ) - 직업안정국 ( 1981.04 ~ 1995.04 ) - 직업훈련국 ( 1981.04 ~ 1995.04 ) - 진주지방사무소 ( 1981.04 ~ 1987.05 ) - 천안지방사무소 ( 1981.04 ~ 1987.05 ) - 청주지방사무소 ( 1981.04 ~ 1987.05 ) - 총무과 ( 1981.04 ~ 2008.02 ) - 최저임금심의위원회 ( 1986.12 ~ 2000.10 ) - 최저임금위원회 ( 2000.10 ~ 2010.07 ) - 춘천지방사무소 ( 1981.04 ~ 1987.05 ) - 충남지방노동위원회 ( 1997.03 ~ 2010.07 ) - 충북지방노동위원회 ( 1997.03 ~ 2010.07 ) - 충주지방사무소 ( 1981.04 ~ 1987.05 ) - 충청남도지방노동위원회 ( 1981.04 ~ 1997.03 ) - 충청북도지방노동위원회 ( 1981.04 ~ 1997.03 ) - 태백지방사무소 ( 1981.07 ~ 1987.05 ) - 포항지방사무소 ( 1981.04 ~ 1987.05 ) |

## 역대 장·차관

### 노동부 장관
| 정부        | 대수           | 이름                              | 임기                                | 출신지                     | 출신학교 | 비고 |
| ----------- | -------------- | --------------------------------- | ----------------------------------- | -------------------------- | --- | --- |
| 제 5 공화국 | 초대           | 권중동(權重東)                    | 1981년 4월 8일 ~ 1982년 5월 21일    | 경북 안동                  | 서울대 | 보건사회부 사회국장·복지연금국장·해외이주국장·환경위생국장 제9·12대 국회의원&중앙노동위원회 위원장&전국체신노동조합 위원장&한국노동조합총연맹 중앙교육원장&한국노동문화협회장 |
| 제 5 공화국 | 2대            | 정한주(鄭漢株)                    | 1982년 5월 21일 ~ 1985년 2월 19일   | 경북 선산 (현 경북 구미)   | 연세대 | 한국노동조합총연맹 위원장&한국농수산물유통공사 이사장 |
| 제 5 공화국 | 3대            | 조철권(趙澈權)                    | 1985년 2월 19일 ~ 1986년 8월 27일   | 전북 김제                  | 서울대 | 전라북도지사&국가보훈처장 |
| 제 5 공화국 | 4대            | 이헌기(李憲琦)                    | 1986년 8월 27일 ~ 1988년 2월 24일   | 충남 서산                  | 고려대 | 보건사회부 차관&제11대 국회의원 |
| 노태우 정부 | 5대            | 최명헌(崔明憲)                    | 1988년 2월 25일 ~ 1988년 12월 5일   | 평북 정주                  | 육군대학교 | 제11·12·16대 국회의원&한국수출산업공단 이사장&무역진흥공사 이사장 |
| 노태우 정부 | 6대            | 장영철(張永喆)                    | 1988년 12월 5일 ~ 1989년 7월 19일   | 경북 칠곡                  | 명지대 | 관세청장&노동청 차장&제13·14·15대 국회의원 |
| 노태우 정부 | 7대            | 최영철(崔永喆)                    | 1989년 7월 19일 ~ 1990년 12월 27일  | 전남 목포                  | 컬럼비아 대학교 | 서경대 총장&체신부 장관&통일부총리&제9·10·11·12대 국회의원&국회 보건사회위원회 위원장&국회부의장                                                                              |
| 노태우 정부 | 8대            | 최병렬(崔秉烈)                    | 1990년 12월 27일 ~ 1992년 6월 25일  | 경남 산청                  | 서던캘리포니아 대학교 | 서울특별시장&대통령비서실 정무수석비서관&공보처 장관&제12·14·15·16대 국회의원&한나라당 대표                                                                                   |
| 노태우 정부 | 9대            | 이연택(李衍澤)                    | 1992년 6월 25일 ~ 1993년 2월 25일   | 전북 고창                  | 동국대 | 대통령비서실 행정수석비서관&총무처 장관&국민체육진흥공단 이사장&대한체육회장                                                                                                  |
| 문민 정부   | 10대           | 이인제(李仁濟)                    | 1993년 2월 26일 ~ 1993년 12월 21일  | 충남 논산                  | 서울대 | 경기도지사&제13·14·16·17·18·19대 국회의원&선진통일당 대표 |
| 문민 정부   | 11대           | 남재희(南載熙)                    | 1993년 12월 22일 ~ 1994년 12월 23일 | 충북 청주                  | 서울대 | 제10·11·12·13대 국회의원&민주공화당 정책위원회 의장&국회 윤리특별위원회 위원장                                                                                                |
| 문민 정부   | 12대           | 이형구(李炯九)                    | 1994년 12월 24일 ~ 1995년 5월 24일  | 충남 청양                  | 서울대 | 건설부 차관&재무부 차관 |
| 문민 정부   | 13대           | 진념(陳稔)                        | 1995년 5월 24일 ~ 1997년 8월 5일    | 전북 부안                  | 스탠퍼드 대학교 경영대학원 | 해운항만청장&재무부 차관&동력자원부 장관&기획예산위원회 위원장&기획예산처 장관&경제부총리&기아그룹 회장                                                                       |
| 문민 정부   | 14대           | 이기호(李起浩)                    | 1997년 8월 6일 ~ 1999년 5월 25일    | 전남 목포                  | 보스턴 대학교 | 대통령비서실 경제수석비서관&행정조정실장&보건복지부 차관 |
| 국민의 정부 | 14대           | 이기호(李起浩)                    | 1997년 8월 6일 ~ 1999년 5월 25일    | 전남 목포                  | 보스턴 대학교 | 대통령비서실 경제수석비서관&행정조정실장&보건복지부 차관 |
| 15대        | 이상룡(李相龍) | 1999년 5월 25일 ~ 2000년 2월 12일 | 강원 홍천                           | 고려대                     | 강원도지사&대통령비서실 제도개선비서관&건설부 차관&국토연구원장                                                               | |
| 16대        | 최선정(崔善政) | 2000년 2월 12일 ~ 2000년 8월 7일  | 강원 동해                           | 고려대                     | 대통령비서실 보건복지비서관&보건복지부 차관&보건복지부 장관&국민연금관리공단 이사장&대한가족보건복지협회장&인구보건복지협회장 | |
| 17대        | 김호진(金浩鎭) | 2000년 8월 7일 ~ 2001년 9월 7일   | 경북 안동                           | 고려대                     | 고려대 교수&노사정위원회 위원장&한국정치학회장                                                                                | |
| 18대        | 유용태(劉容泰) | 2001년 9월 7일 ~ 2002년 1월 29일  | 경기 여주                           | 중앙대                     | 제15·16대 국회의원&국회 환경노동위원회 위원장&한국산업연수원장                                                                | |
| 19대        | 방용석(方鏞錫) | 2002년 1월 29일 ~ 2003년 2월 26일 | 충북 진천                           | 광혜원고교                 | 제15대 국회의원&한국가스안전공사 사장&한국노동자복지협의회 위원장                                                             | |
| 참여 정부   | 20대           | 권기홍(權奇洪)                    | 2003년 2월 27일 ~ 2004년 2월 10일   | 경북 대구 (현 경북과 분리) | 서울대 | 영남대 교수&단국대 총장 |
| 참여 정부   | 21대           | 김대환(金大煥)                    | 2004년 2월 10일 ~ 2006년 1월 2일    | 경북 금릉 (현 경북 김천)   | 옥스퍼드 대학교 | 인하대 교수&참여사회연구소장 |
| 참여 정부   | 22대           | 이상수(李相洙)                    | 2006년 1월 2일 ~ 2008년 2월 29일    | 전남 여수                  | 고려대 | 제13·15·16대 국회의원&국회 운영위원회 위원장 |
| 이명박 정부 | 23대           | 이영희(李永熙)                    | 2008년 3월 1일 ~ 2009년 9월 30일    | 경북 경산                  | 서울대 | 행정협의조정위원회 위원장&나라정책연구회장 |
| 이명박 정부 | 24대           | 임태희(任太熙)                    | 2009년 10월 1일 ~ 2010년 7월 5일    | 경기 성남                  | 서울대 | 대통령실장&제16·17·18대 국회의원&한나라당 정책위원회 의장&대한배구협회장 |

### 노동부 차관
| 정부        | 대수 | 이름           | 임기                                | 출신지                     | 출신학교        | 비고 |
| ----------- | ---- | -------------- | ----------------------------------- | -------------------------- | --------------- | --- |
| 제 5 공화국 | 초대 | 정동철(鄭東喆) | 1981년 4월 8일 ~ 1985년 7월 11일    | 경북 칠곡                  | 육사            | 감사원 사무차장&한국산업안전공단 이사장 |
| 제 5 공화국 | 2대  | 한진희(韓眞熙) | 1985년 7월 11일 ~ 1988년 3월 5일    | 충남 아산                  | 고려대          | 노동청 노정국장·차장&중앙노동위원회 위원장&서울지하철공사 사장&근로복지공사 사장                                                                      |
| 노태우 정부 | 3대  | 이용준(李龍俊) | 1988년 3월 5일 ~ 1989년 7월 20일    | 충북 중원 (현 충북 충주)   | 고려대          | 제14대 국회의원 |
| 노태우 정부 | 4대  | 정동우(鄭東佑) | 1989년 7월 20일 ~ 1993년 3월 3일    | 경남 함양                  | 동아대          | 노동부 근로기준국장·노정국장·기획관리실장&동서노동경제연구원 회장                                                                                     |
| 문민 정부   | 5대  | 김훈기(金勳基) | 1993년 3월 4일 ~ 1993년 12월 27일   | 평남 용강                  | 동국대          | |
| 문민 정부   | 6대  | 강봉균(康奉均) | 1993년 12월 27일 ~ 1994년 10월 6일  | 전북 군산                  | 한양대          | 경제기획원 차관&재정경제부 장관&정보통신부 장관&제16·17·18대 국회의원                                                                                 |
| 문민 정부   | 7대  | 김태연(金泰淵) | 1994년 10월 6일 ~ 1994년 12월 26일  | 경기 경성 (현 서울)        | 프린스턴 대학교 | 경제기획원 물가정책국장·대외경제조정실장·차관보&한국관광공사 사장                                                                                     |
| 문민 정부   | 8대  | 최승부(崔勝夫) | 1994년 12월 26일 ~ 1996년 12월 24일 | 경북 문경                  | 서울대          | 대통령비서실 경제비서관&노동부 노사정책실장&산업안전공단 이사장                                                                                       |
| 문민 정부   | 9대  | 우성(禹誠)     | 1996년 12월 24일 ~ 1998년 3월 8일   | 경북 고령                  | 국민대          | 노동부 직업안전국장·노사정책실장·기획관리실장 |
| 국민의 정부 | 10대 | 안영수(安榮秀) | 1998년 3월 9일 ~ 1999년 5월 25일    | 경남 김해 (현 부산 강서)   | 부산대          | 노동부 산업안전국장·고용정책실장·기획관리실장&노사정위원회 상임위원                                                                                   |
| 국민의 정부 | 11대 | 김상남(金相男) | 1999년 5월 25일 ~ 2001년 4월 1일    | 전남 무안                  | 조선대          | 대통령비서실 복지노동수석비서관&노동부 노정국장·근로기준국장·기획관리실장                                                                             |
| 국민의 정부 | 12대 | 김송자(金松子) | 2001년 4월 1일 ~ 2003년 3월 3일     | 경북 대구 (현 경북과 분리) | 고려대          | 노동부 노동보험국장·산재보험국장·근로여성국장제17대 국회의원 서울지방노동위원회 위원장&노동연수원장&국립중앙직업안전소장                              |
| 참여 정부   | 13대 | 박길상(朴吉祥) | 2003년 3월 3일 ~ 2004년 9월 1일     | 충남 청양                  | 서울대          | 경인지방노동청장&대통령비서실 노사관계비서관&노동부 노정국장·산업안전국장·근로기준국장·고용정책실장 서울지방노동위원회 위원장&한국산업안전공단 이사장 |
| 참여 정부   | 14대 | 정병석(鄭秉錫) | 2004년 9월 1일 ~ 2006년 1월 31일    | 전남 영광                  | 중앙대          | 한국기술교육대 총장&광주지방노동청장&노동부 근로기준국장·노정국장·기획관리실장                                                                        |
| 참여 정부   | 15대 | 김성중(金聖中) | 2006년 1월 31일 ~ 2007년 8월 31일   | 전북 고창                  | 코넬 대학교     | 노동부 근로기준국장·고용정책실장·정책홍보관리실장&노사정위원회 위원장                                                                                 |
| 참여 정부   | 16대 | 노민기(盧民基) | 2007년 8월 31일 ~ 2008년 2월 29일   | 전남 광주 (현 전남과 분리) | 중앙대          | 노동부 근로기준국장·노사정책국장·고용정책실장·정책홍보관리실장&한국산업안전보건공단 이사장                                                            |
| 이명박 정부 | 17대 | 정종수(鄭鍾秀) | 2008년 3월 1일 ~ 2010년 3월 22일    | 충북 옥천                  | 충남대          | 노동부 노사정책국장·고용정책본부장·정책홍보관리본부장&서울지방노동위원회 위원장&중앙노동위원회 위원장                                                 |
| 이명박 정부 | 18대 | 이채필(李埰弼) | 2010년 3월 23일 ~ 2010년 7월 4일    | 경남 울주 (현 울산 울주)   | 서울대          | 노동부 산업안전국장·직업능력개발국장·노사협력정책국장·기획조정실장&고용노동부 장관                                                                    |

## 같이 보기
- 미군정 노동부
- 노동청